# Survival (singel Eminema)
„Survival” – utwór amerykańskiego rapera Eminema z albumu The Marshall Mathers LP 2 (2013), który zadebiutował 14 sierpnia w zwiastunie gry Call of Duty: Ghosts i został wydany 8 października 2013 roku. Po wydaniu albumu singel znalazł się na 16 miejscu amerykańskiej listy przebojów Billboard Hot 100.

## Wydanie
W sierpniu 2013 rok zaprezentowano zwiastun rozgrywek wieloosobowych w grze Call of Duty: Ghosts zawierający utwór „Survival“.  Eminem ujawnił wtedy, że piosenka pojawi się zarówno w albumie The Marshall Mathers LP 2, który zadebiutuje jesienią tego roku oraz jako część ścieżki dźwiękowej gry, którą promowała w zwiastunie. Jest to trzeci przypadek kiedy twórczość Eminema została użyta do promocji gry z serii Call of Duty. Piosenka „'Till I Collapse“ pojawiła się w zwiastunie Call of Duty: Modern Warfare 2, a utwór „Won’t Back Down“ jest zarówno w zwiastunie, jak i w trakcie napisów końcowych gry Call of Duty: Black Ops. 8 października 2013 roku został wydany teledysk utworu. Klip przedstawiał Eminema rapującego przed projektorem wyświetlającym fragmenty gry Call of Duty: Ghosts. Pod koniec października 2013 roku utwór pojawił się w premierowym zwiastunie tejże gry, a po premierze produkcji okazało się, że utwór można usłyszeć dopiero po ukończeniu gry w trakcie napisów końcowych.